# More Songs About Food and Revolutionary Art
More Songs About Food and Revolutionary Art — студийный альбом американского музыканта Карла Крейга, вышедший в 1997 году.

## Об альбоме
Через год, после выхода в свет альбома Landcruising Карл Крэйг выпустил свой очередной альбом с длинным названием More Songs About Food And Revolutionary Art. Причём именно с этим альбомом планировался дебют Крэйга. Подписав контракт с лейблом Warner Brothers в 1994 году он должен был, по условиям контракта, выпустить альбом. Но в итоге получилось лицензировать несколько треков («Suspiria», «Dreamland» и «At Les»). Крэйгу пришлось ждать несколько лет, пока не кончится срок действия контракта. В 1997 году свет увидел, вероятно, самый успешный, альбом артиста. Главной темой альбома конечно же стала красивейшая «At Les» (которая уже выходила в знаменитом сборнике «Virtual Sex» в 1993 году). Помимо этого здесь присутствует плод совместной работы между Дэрриком Мэем и Крэйгом — трек «Frustration», а также ремикс на немецкого музыканта Maurizio «Dominas». После этого альбома Крэйг долгое время не выпускал техно-музыку и пробовал себя в джазе — проекты The Detroit Experiments и Innerzone Orchestra занимали все его время.
Диск стал «Альбомом месяца» по версии журнала Groove № 47 (1997).

## Список композиций
1. Es.30
2. Televised Green Smoke
3. Goodbye World
4. Alien Talk
5. Red Lights
6. Dreamland
7. Butterfly
8. Act 2
9. Dominas
10. At Les
11. Suspiria
12. As Time Goes By (Sitting Under A Tree)
13. Attitude
14. Frustration
15. Food And Art (In The Spirit Of Revolution)
16. Untitled